# Los Gipsy Kings
Los Gipsy Kings es un programa de televisión emite en Canal Plus desde 2015. El formato, producido hasta 2019 por La Competencia y, posteriormente, por Unicorn Content, sigue la vida de varios clanes gitanos.

## Sinopsis

### Temporada 1: 2015
El programa sigue la vida de cuatro familias gitanas españolas: los Salazar (compuesta por el dúo formado por José y Juan Salazar «Los Chunguitos» junto a sus hermanas, las Azúcar Moreno), los Maya (dueños de «La Cueva del Rocío» en el Sacromonte Granaíno, considerados los «Reyes del Flamenco» en su ciudad), los Fernández Navarro (una familia llena de lujos residentes en Mallorca cuyo principal protagonista es Joaquín «El Prestamista») y los Jiménez (una familia humilde residente en Plasencia que regenta un puesto en el mercadillo y cuya hija mayor, Rebeca «La Rebe», es una adolescente bastante consentida por su padre, quien le da todos sus caprichos). Durante las seis entregas mostrarán la forma de vivir de cada clan, sus costumbres y nos harán partícipes de todas sus hazañas en la vida. El programa recorrerá España visitando ciudades como Sevilla, Córdoba, Torremolinos, Cádiz, Madrid o Badajoz, y dará el salto al extranjero visitando Nueva York, el Algarve y la República Dominicana. Además grandes artistas del panorama español como Rafael Amargo y Estrella Morente, entre otros, nos harán partícipes de las ocurrencias de las cuatro familias.

### Temporada 2: 2016
En la segunda temporada se unen los González (compuesta por Jorge González, concursante de Operación Triunfo y La Voz, su mujer Arabia y sus dos hijos), los Montoya (compuesta por Saray, una diseñadora de moda casada con Jorge «El Canastero», de profesión músico y con tres hijas) y los Salazar (compuesto por el matrimonio entre Antón y Noemí, diseñadores de joyas, y amigos de Rebeca «La Rebe»). Estas tres nuevas familias acompañarán a los Fernández Navarro y a los Jiménez.

### Temporada 3: 2017
En la tercera temporada, los padres de los Fernández Navarro viajan por Tailandia, Perú, Estados Unidos, Canadá y Japón, mientras que sus hijos permanecen en Mallorca con sus aventuras; las Salazar se preparan para diseñar vestimentas del Orgullo Gay; y los Montoya organizan un desfile de moda e intentan montar un negocio de ropa para Saray. Por su parte, en la vida de los Jiménez, siguen los caprichos de Rebeca «La Rebe», la reina del roneo y la princesa de los «Reyes del Mercadillo» que, tras erigirse como la «Miss España Gitana», busca una muñeca con su apariencia.

### Temporada 4: 2018
En la cuarta temporada, los Fernández Navarro tendrán un nuevo y gran objetivo: conseguir ser artistas reconocidos mundialmente. Mientras tanto, en Palma de Mallorca, los más jóvenes de la familia seguirán con su propia aventura: conseguir trabajo para demostrar a su padre que han cambiado. Además, el programa contará con el regreso de un miembro de la familia muy especial, «El Charro». En cuanto a los Jiménez, conoceremos a una Rebeca «La Rebe» más madura y con las ideas más claras, conociendo así a su verdadero amor. Mientras tanto, las Salazar perseguirán su particular sueño americano: conseguir que el «brilli cueri» sea conocido en todo San Francisco. También, se incorporarán nuevas dinastías como la de los Contreras (abanderada por Cristo) o la de las Muñoz.

### MORRI Crismas
Se trata de un especial navideño en el que se puede ver a las familias preparando los adornos, cantando villancicos o reuniéndose para las cenas, todo ello con la tónica habitual de Los Gipsy Kings. Además, este especial sirve como programa para abrir boca de cara a la llegada de la quinta temporada.

### Temporada 5: 2019
Los Contreras y las Muñoz ya no forman de esta temporada, pero permanecen los Fernández-Navarro, las Salazar y los Jiménez, además de contar con el regreso de los Maya. En esta edición se tratan nuevos viajes por el mundo, Las Salazar viajan a Marruecos con su nueva socia Ziana Princesa Amira, Las salazar tienen una aventura con los camellos, el bautizo del hijo de la Rebe, las bodas de oro de Salvadora y nuevos proyectos de éxito.

### Temporada 6: 2020
Los Jiménez afrontarán la marcha de La Rebe para independizarse, una Rebe mayor de edad, mucho más madura, que junto a su hijo José Daniel asumirá un reto de consecuencias imprevisibles. Por otra parte, se une a la aventura la familia García Losada, con los raperos Original Elías y Moncho Chavea a la cabeza y con la colaboración especial de su gran amigo Omar Montes. El padre, Raúl, es pastor evangélico y en su juventud fue protagonista de la película Yo, «el Vaquilla». Por último, Noemí Salazar se queda embarazada y cuenta con la ayuda de su madre, Raquel Salazar planea su desfile con Ziana Princesa Amira sin contar con su hija.

### Temporada 7: 2020-2021
Acompañamos a La Rebe, Noemí Salazar y Omar Montes en momentos que serán clave en sus vidas. Tras el paso de Noemí Salazar por Gran Hermano VIP, el programa seguirá sus pasos junto a sus nuevas amigas Alba Carrillo y Estela Grande, con las que formará «Las Pijitanas». Junto a ellas estarán la madre de Alba, Lucía Pariente; y Raquel Salazar, la madre de Noemí. Mientras tanto, el Vaquilla se llevará un gran disgusto y la Rebe comienza una nueva vida en Madrid. Ahora es empresaria y la relación con su marido se limita a las videollamadas que le hace a su hijo.
Temporada 8: 2025

## Reparto
- Narradora - Teté Delgado (Temporada 1 - Temporada 7).

Familia Jiménez (Temporada 1 - Temporada 7), compuesta por
- Rebeca Jiménez (protagonista)
- Marisol Vargas (matriarca)
- Dani Jiménez (patriarca)
- Susi Jiménez (hermana pequeña de Rebeca)
- Graciela Jiménez (hermana pequeña de Rebeca)
- Daniela Jiménez (hermana pequeña de Rebeca)
- José Navarro "El Canario" (marido de Rebeca)
- José Daniel Navarro (hijo de Rebeca y José)
- Iván Silva (marido de Susi)
- Libana Silva (hija de Susi e Iván)

Familia Fernández Navarro (Temporada 1 - Temporada 5), compuesta por
- Joaquín Fernández Navarro "El Prestamista" (protagonista, patriarca)
- Loli Fernández Navarro (mujer de Joaquín y matriarca)
- Kiki Fernández Navarro (hijo de Joaquín y Loli)
- Mariano Fernández Navarro (amigo de Joaquín y Loli)
- Fali Fernández Navarro (hijo de Joaquín y Loli)

Familia Maya (Temporada 1; Temporada 5), compuesta por
- Salvadora Maya (protagonista, matriarca)
- Juan Andrés Maya (hijo mayor, bailarín)

Familia Salazar (Temporada 1), compuesta por
- José Salazar (protagonista, cantante y miembro de Los Chunguitos)
- Juan Salazar (protagonista, cantante y miembro de Los Chunguitos)

Familia Salazar (Temporada 2 - Temporada 7), compuesta por
- Noemí Salazar (protagonista, hija de Raquel y Carlos)
- Antón Suárez (marido de Noemí)
- Raquel Salazar (madre de Noemí)
- Carlos Salazar (padre de Noemí)
- Carlitos Salazar (hermano de Noemí)
- Noemí Suárez Salazar (hija de Noemí y Antón)
  - Con la colaboración especial de:
- Alba Carrillo (amiga de Noemí) - Temporada 7
- Estela Grande (amiga de Noemí) - Temporada 7
- Lucía Pariente (madre de Alba) - Temporada 7
- Ziana Princesa Amira - Temporadas 5 y 6

Familia González (Temporada 2), compuesta por
- Jorge González (protagonista, cantante)
- Arabia Fernández (mujer de Jorge)
- Adai González (hijo de Jorge y Arabia)
- Naira González (hija de Jorge y Arabia
- Iván Bema "El Purru" (amigo de Arabia)

Familia Montoya (Temporada 2 - Temporada 3), compuesta por
- Saray Montoya (protagonista y diseñadora)
- Jorge Rubio "El Canastero" (marido de Saray)
- Naiara Montoya (hija de Saray y Jorge)
- Saray Montoya "La Negra" (hija de Saray y Jorge)
- Estrella de Nazaret Montoya (hija pequeña de Saray y Jorge)

Familia Contreras (Temporada 4), compuesta por
- Cristo Contreras (protagonista y diseñador)
- Enri Contreras (tía de Cristo)
- Coqui Contreras "El Coqui" (sobrino de Cristo)
- Eva Martín (amiga de Cristo)

Familia Muñoz (Temporada 4), compuesta por
- Celia Muñoz (protagonista, hija mayor)
- Dolores Muñoz (madre de Celia)
- Yeya Muñoz (abuela de Celia)
- Celia Muñoz (tía de Celia)
- Débora Muñoz (prima de Celia)
- Juncal Muñoz (hermana de Celia)
- Adriana Muñoz (hermana de Celia)
- Líbana Muñoz (hermana de Celia)

Familia García Losada (Temporada 6 - Temporada 7), compuesta por
- Raúl García Losada (cabeza de familia)
- Original Elías (hijo de Raúl)
- Moncho Chavea (amigo de la familia)
- Omar Montes (cantante y amigo de la familia)

Familia Heredia (Temporada 6), compuesta por
- Mariano Heredia (cabeza de familia)
- Mora Heredia (mujer de Mariano)
- Yasmín Heredia (hija de Mariano)
- Alegría Heredia (hija de Mariano)
- Samara Heredia (hija de Mariano)
- Campanillo Heredia (nieto de Mariano)
- Richal Heredia (hermano de Mariano)
- Raúl (primo de Mariano)

## Participantes deLos Gipsy Kingsenreality shows
Supervivientes 2018
- Saray Montoya: Expulsión disciplinaria.

Gran Hermano VIP 7
- Noemí Salazar: 4.ª finalista.

En busca del Nirvana
- Cristo Contreras: 3.er expulsado.

## Episodios y audiencias

### Temporada 1: 2015
| Programa | Título                     | Día de emisión | Audiencia         |
| -------- | -------------------------- | -------------- | ----------------- |
| 1x01 (1) | De barbacoa                | 08/02/2015     | 2 171 000 (10,0%) |
| 1x02 (2) | Viaje a Torremolinos       | 15/02/2015     | 1 710 000 (8,1%)  |
| 1x03 (3) | En busca de Las Chunguitas | 22/02/2015     | 1 755 000 (8,5%)  |
| 1x04 (4) | Learning English           | 01/03/2015     | 1 835 000 (8,8%)  |
| 1x05 (5) | El cumpleaños de La Rebe   | 08/03/2015     | 1 847 000 (8,9%)  |
| 1x06 (6) | Nueva York en limusina     | 15/03/2015     | 1 819 000 (8,8%)  |

### Temporada 2: 2016
| Programa  | Título                      | Día de emisión | Audiencia         |
| --------- | --------------------------- | -------------- | ----------------- |
| 2x01 (7)  | El certamen de Miss Gitana  | 07/02/2016     | 2 067 000 (10,2%) |
| 2x02 (8)  | Conociendo a Paris Hilton   | 14/02/2016     | 2 020 000 (9,8%)  |
| 2x03 (9)  | La reconquista de Kiki      | 21/02/2016     | 1 721 000 (8,4%)  |
| 2x04 (10) | Viaje a Estambul            | 28/02/2016     | 1 952 000 (9,8%)  |
| 2x05 (11) | Performance playera         | 06/03/2016     | 2 191 000 (10,7%) |
| 2x06 (12) | El primer combate del boxeo | 13/03/2016     | 1 947 000 (9,7%)  |
| 2x07 (13) | Bautizo a caballo           | 20/03/2016     | 2 060 000 (11,1%) |
| 2x08 (14) | Fashion week sevillana      | 03/04/2016     | 2 306 000 (11,6%) |

### Temporada 3: 2017
| Programa  | Título                      | Día de emisión | Audiencia         |
| --------- | --------------------------- | -------------- | ----------------- |
| 2x01 (15) | Juego de troníos            | 22/02/2017     | 1 600 000 (10,8%) |
| 3x02 (16) | La confesión de la Rebe     | 01/03/2017     | 1 588 000 (10,8%) |
| 3x03 (17) | Vuelta al mundo en 79 días  | 08/03/2017     | 1 570 000 (10,3%) |
| 3x04 (18) | La traición de Cristo       | 15/03/2017     | 1 616 000 (11,0%) |
| 3x05 (19) | El orgullo del brilli cueri | 22/03/2017     | 1 816 000 (12,7%) |
| 3x06 (20) | Huida a medianoche          | 29/03/2017     | 1 816 000 (12,3%) |
| 3x07 (21) | First dates gitano          | 05/04/2017     | 1 859 000 (13,0%) |
| 3x08 (22) | La raza de mini-Salvadora   | 19/04/2017     | 1 768 000 (12,2%) |
| 3x09 (23) | Salazar S.A                 | 26/04/2017     | 1 523 000 (10,4%) |
| 3x10 (24) | We love Benidorm            | 03/05/2017     | 1 579 000 (11,1%) |

### Temporada 4: 2018
| Programa  | Título                     | Día de emisión | Audiencia         |
| --------- | -------------------------- | -------------- | ----------------- |
| 4x01 (25) | Segovia express            | 20/04/2018     | 1 474 000 (9,9%)  |
| 4x02 (26) | Juegos de magia            | 27/04/2018     | 1 325 000 (8,9%)  |
| 4x03 (27) | Con el kinder al aire      | 04/05/2018     | 1 449 000 (9,4%)  |
| 4x04 (28) | ¡Hello, América!           | 11/05/2018     | 1 356 000 (8,8%)  |
| 4x05 (29) | De Canarias a Plasencia    | 18/05/2018     | 1 543 000 (10,0%) |
| 4x06 (30) | La aparición de la Rebe    | 25/05/2018     | 1 431 000 (9,6%)  |
| 4x07 (31) | Perras, perros y viceversa | 01/06/2018     | 1 486 000 (10,1%) |
| 4x08 (32) | El arte de ser japonés     | 08/06/2018     | 1 344 000 (9,1%)  |
| 4x09 (33) | Marbella from de air       | 15/06/2018     | 1 392 000 (9,4%)  |
| 4x10 (34) | Bebé a bordo               | 22/06/2018     | 1 450 000 (11,1%) |

### Temporada 5: 2019
| Programa  | Título                           | Día de emisión | Audiencia         |
| --------- | -------------------------------- | -------------- | ----------------- |
| 5x01 (35) | El meollo del asunto             | 08/03/2019     | 1 461 000 (10,1%) |
| 5x02 (36) | Brill@ by Salazar                | 15/03/2019     | 1 106 000 (7,5%)  |
| 5x03 (37) | ¡Hello, Tánger!                  | 22/03/2019     | 881 000 (7,0%)    |
| 5x04 (38) | ¡Viva México lindo!              | 29/03/2019     | 1 191 000 (8,0%)  |
| 5x05 (39) | From Vallecas to the world       | 05/04/2019     | 1 063 000 (6,8%)  |
| 5x06 (40) | ¡De fiestuki al karioke!         | 12/04/2019     | 1 141 000 (7,8%)  |
| 5x07 (41) | De jurado en Miss Gitana         | 26/04/2019     | 1 026 000 (6,9%)  |
| 5x08 (42) | ¡Los Gipsy JJ.OO.!               | 03/05/2019     | 1 081 000 (7,2%)  |
| 5x09 (43) | Una familia modelo               | 10/05/2019     | 889 000 (6,0%)    |
| 5x10 (44) | La gran boda balinesa            | 17/05/2019     | 885 000 (6,1%)    |
| 5x11 (45) | Aventura en Egipto               | 24/05/2019     | 1 024 000 (7,2%)  |
| 5x12 (46) | La reconciliación de las Salazar | 31/05/2019     | 1 034 000 (7,6%)  |
| 5x13 (47) | El brilli-bautizo                | 07/06/2019     | 971 000 (7,3%)    |

### Temporada 6: 2020
| Programa  | Título                        | Día de emisión | Audiencia      |
| --------- | ----------------------------- | -------------- | -------------- |
| 6x01 (48) | Últimos días en Plasencia     | 18/09/2020     | 861 000 (6,3%) |
| 6x02 (49) | En busca del cilindro perdido | 25/09/2020     | 830 000 (6,0%) |
| 6x03 (50) | Mariano Elliot                | 02/10/2020     | 864 000 (5,8%) |
| 6x04 (51) | Una terapia peligrosa         | 09/10/2010     | 711 000 (5,9%) |
| 6x05 (52) | Sueño de un cine de verano    | 16/10/2020     | 637 000 (5,1%) |
| 6x06 (53) | ¡La reina de Talayuela!       | 23/10/2020     | 635 000 (5,1%) |
| 6x07 (54) | El bautismo evangelista       | 30/10/2020     | 651 000 (5,1%) |
| 6x08 (55) | Una influencer en Nueva York  | 06/11/2020     | 680 000 (5,1%) |
| 6x09 (56) | Diarios de una caravana       | 13/11/2020     | 601 000 (3,4%) |
| 6x10 (57) | Raquel's secret               | 13/11/2020     | 335 000 (2,9%) |

### Temporada 7: 2020-2021
| Programa  | Título                            | Día de emisión | Audiencia        |
| --------- | --------------------------------- | -------------- | ---------------- |
| 7x01 (58) | ¡Las pijitanas en acción!         | 07/12/2020     | 1 118 000 (8,1%) |
| 7x02 (59) | Marisol del infierno sobre ruedas | 14/12/2020     | 661 000 (5,9%)   |
| 7x03 (60) | Las noches galegas                | 21/12/2020     | 622 000 (5,1%)   |
| 7x04 (61) | Operación halcón                  | 28/12/2020     | 720 000 (5,5%)   |
| 7x05 (62) | ¡Oh my good!                      | 04/01/2021     | 801 000 (6,2%)   |
| 7x06 (63) | A Tenerife con amor               | 11/01/2021     | 816 000 (6,6%)   |
| 7x07 (64) | Una visita inesperada             | 18/01/2021     | 832 000 (6,6%)   |
| 7x08 (65) | ¡Hasta siempre, gipsys!           | 25/01/2021     | 593 000 (4,6%)   |

### Temporada 8: 2025
| Programa  | Título                         | Día de emisión | Audiencia      |
| --------- | ------------------------------ | -------------- | -------------- |
| 8x01 (66) | Algo pasa con Susi             | 09/04/2025     | 554 000 (6,6%) |
| 8x02 (67) | Sólo me quedan cinco mariposas | 16/04/2025     | 463 000 (5,4%) |
| 8x03 (68) | El socialista capitalista      | 23/04/2025     | 494 000 (5,8%) |
| 8x04 (69) | ¿ADN o DNA?                    | 30/04/2025     | 401 000 (4,8%) |
| 8x05 (70) | Con hachas y a lo loco         | 07/05/2025     | 413 000 (4,9%) |
| 8x06 (71) | Susi's burguer                 | 14/05/2025     | 464 000 (5,6%) |
| 8x07 (72) | La descapatización             | 21/05/2025     | 561 000 (6,5%) |
| 8x08 (73) | En busca del hermano secreto   | 28/05/2025     | 531 000 (6,5%) |

### Especiales
| Programa   | Título                              | Día de emisión | Audiencia         |
| ---------- | ----------------------------------- | -------------- | ----------------- |
| 1x01 (1)   | Lo mejor de 'Los Gipsy Kings'       | 22/03/2015     | 1 269 000 (6,4%)  |
| 2x01 (2)   | Larga vida a 'Los Gipsy Kings' (I)  | 22/03/2015     | 882 000 (4,9%)    |
| 3x01 (3)   | Así son 'Los Gipsy Kings' (I)       | 23/02/2016     | 289 000 (1,6%)    |
| 4x01 (4)   | Así son 'Los Gipsy Kings' (II)      | 19/03/2016     | 402 000 (3,6%)    |
| 5x01 (5)   | Larga vida a 'Los Gipsy Kings' (II) | 10/05/2017     | 892 000 (7,0%)    |
| 6x01 (6)   | El embarazo de la Rebe (I)          | 29/06/2018     | 1 593 000 (12,4%) |
| 7x01 (7)   | El embarazo de la Rebe (II)         | 06/07/2018     | 1 525 000 (12,1%) |
| 8x01 (8)   | El embarazo de la Rebe (III)        | 13/07/2018     | 1 435 000 (12,0%) |
| 9x01 (9)   | Los Gipsy Kings: Morry Crismas (I)  | 16/12/2018     | 1 398 000 (7,6%)  |
| 10x01 (10) | Los Gipsy Kings: Morry Crismas (II) | 19/12/2018     | 1 152 000 (7,6%)  |
| 11x01 (11) | Los Gipsy Kings: Orígenes           | 19/12/2018     | 747 000 (5,5%)    |
| 12x01 (12) | Mi gran boda gipsy (I)              | 13/06/2022     | 840 000 (7,8%)    |
| 13x01 (13) | Mi gran boda gipsy (II)             | 20/06/2022     | 793 000 (7,2%)    |
| 14x01 (14) | Mi gran boda gipsy (III)            | 27/06/2022     | 774 000 (7,0%)    |
| 15x01 (15) | Mi gran bautizo gipsy (I)           | 07/06/2023     | 761 000 (7,7%)    |
| 16x01 (16) | Mi gran bautizo gipsy (II)          | 14/06/2023     | 839 000 (7,8%)    |
| 17x01 (17) | Mi gran bautizo gipsy (III)         | 21/06/2023     | 737 000 (7,9%)    |
| 18x01 (18) | Mi gran bautizo gipsy (IV)          | 28/06/2023     | 593 000 (6,7%)    |
| 19x01 (19) | Dos bodas gipsy (I)                 | 20/09/2023     | 515 000 (6,1%)    |
| 20x01 (20) | Dos bodas gipsy (II)                | 27/09/2023     | 511 000 (6,0%)    |
| 21x01 (21) | Dos bodas gipsy (III)               | 04/10/2023     | 434 000 (5,1%)    |
| 22x01 (22) | Dos bodas gipsy (IV)                | 11/10/2023     | 453 000 (5,2%)    |
| 23x01 (23) | Dos bodas gipsy (V)                 | 18/10/2023     | 565 000 (6,5%)    |
| 24x01 (24) | Dos bodas gipsy (VI)                | 25/10/2023     | 501 000 (5,7%)    |

## Polémicas

### Comunicados de las ONG del Consejo Estatal del Pueblo Gitano
Ante las emisiones de las distintas temporadas, las ONG que conforman el Consejo Estatal del Pueblo Gitano en España han mostrado su rechazo y repulsa con diversos Comunicados y acciones para hacer ver que este tipo de programas contribuyen a la solidificación de los estereotipos, prejuicios y peores sentimientos colectivos hacia cientos de miles de personas corrientes, de carne y hueso, que luchan por salir adelante como las demás: las personas gitanas.
Defendiendo que la transmisión de una imagen estereotipada y negativa de la comunidad gitana tiene unos efectos perversos a corto, medio y largo plazo en la vida cotidiana de muchas personas gitanas, ya que juega un papel clave en la perpetuación de situaciones de discriminación.
Los estereotipos y los prejuicios que se van asentando en el imaginario social favorecen actitudes racistas que hacen que la comunidad gitana sea una de las minorías más rechazadas en España y en Europa.

## Audiencias

### Los Gipsy Kings: Ediciones
| Edición                            | Programas | Fecha     | Cadena | Audiencia         |
| ---------------------------------- | --------- | --------- | ------ | ----------------- |
| Los Gipsy Kings: Primera temporada | 6         | 2015      | Cuatro | 1 856 000 (8,9%)  |
| Los Gipsy Kings: Segunda temporada | 8         | 2016      | Cuatro | 2 033 000 (10,2%) |
| Los Gipsy Kings: Tercera temporada | 10        | 2017      | Cuatro | 1 674 000 (11,5%) |
| Los Gipsy Kings: Cuarta temporada  | 10        | 2018      | Cuatro | 1 425 000 (9,6%)  |
| Los Gipsy Kings: Quinta temporada  | 13        | 2019      | Cuatro | 1 057 000 (7,3%)  |
| Los Gipsy Kings: Sexta temporada   | 10        | 2020      | Cuatro | 686 000 (5,1%)    |
| Los Gipsy Kings: Séptima temporada | 8         | 2020-2021 | Cuatro | 770 000 (6,1%)    |
| Los Gipsy Kings: Octava temporada  | 8         | 2025      | Cuatro | 485 000 (5,8%)    |

##### Especiales
| Edición                      | Programas | Fecha     | Cadena | Audiencia      |
| ---------------------------- | --------- | --------- | ------ | -------------- |
| Los Gipsy Kings (Especiales) | 24        | 2015/2023 | Cuatro | 829 000 (6,7%) |